# Barrett Long (Pornodarsteller)

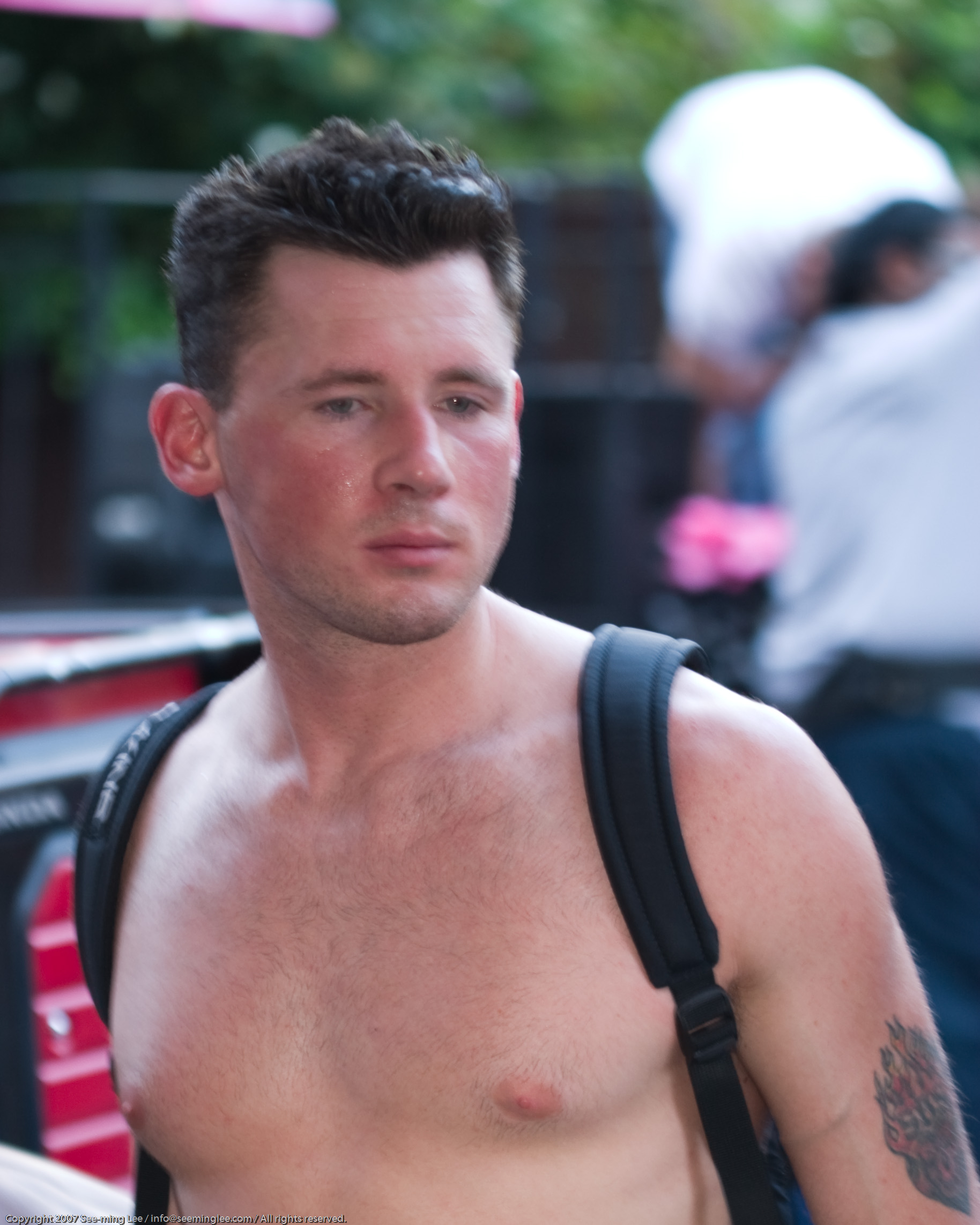
Barrett Long, 2007

Barrett Long (* 8. November 1982, auch bekannt als Steve Turbo) ist ein US-amerikanischer, bisexueller Pornodarsteller, der sowohl in homo- als auch in heterosexuellen Pornofilmen mitspielt. Er gilt – mit 29,21 cm – als einer der Männer mit den größten Penissen in dieser Branche.

## Filmografie

### Heterosexuelle Filme
- Ariana Jollee's No Holes Barred (2005)
- Big Dicks Petite Chicks 2 (2007)
- California Orgy 3 (2007)
- Gangland White Boy Stomp 17 (2007)
- Mayhem 3 (2007)
- Suburban Sex Parties (2007)

### Homosexuelle Filme
- Playing With Fire 3 (2002)
- BackBone (2003)
- Few, The Proud, The Naked 13 (2003)
- Naked Sword (2003)
- Real Sword (2003) – Bottom
- Best of Barrett Long (2004)
- Dirk Yates Live 6 (2004)
- Dirk Yates' Private Amateur Collection 215 and Collection 220 (2004)
- Getting It Straight (2004)
- Longshot... Making the Game (2004)
- Me Myself and I (2004)
- A Matter of Size 2 (2005)
- Bootstrap (2005)
- Entourage: Episode I and II (2005)
- Hard Cops 2 (2005)
- Through the Woods (2005)
- Wet Palms: Season 1, Episode 9 (2005)
- Wild Ranger 3: Hot on Their Tail! (2005)
- Best of Dean Monroe (2006)
- Big Dick Club 1 (2006)
- Beach House Diaries (2007)
- Best of Brad Patton (2007)
- Big Boat (2007)
- Long Deployment 3 (2007)
- Pack Attack 3: C>J. Knight (2007)
- Playback (2007)
- Porne Ultimatum (2007)
- Big Dick Society 1 (2008)
- Fleet Week (2008)
- Hot Jocks Nice Cocks 1 (2008)
- Long Deployment 2 (2008)
- Men Hard at Work 1 (2008)
- Wet Sex 2 (2008)
- Face Fuckers 1 (2009)
- Top Brass: Military Issue 6 (2009)

### Als Regisseur
- XXX Amateur Hour (2007)
- Barrett Long's XXX Amateur Hour 4 and 5 (2007)
- XXX Amateur Hour 2 (2008)
- Barret Long's XXX Amateur Hour 6 (2008)
- Barrett Long's XXX Amateur Hour 7-11, 14 and 16 (2009)

## Awards
- Winner Golden Dickie (2008 – Best Performer, Top)
- Winner of The Hookies 2009 for Biggest Dick
- Performer of the Year (GayVN Awards) (2009)
- Best Top (2009)
- GayVN Award – Best Cum Shot (2009) – XXX Amateur Hour Volume 6

Barrett Longs'XXX Amateur Hour 6 has been nominated (2009) – nur nominiert